# Éthique juive

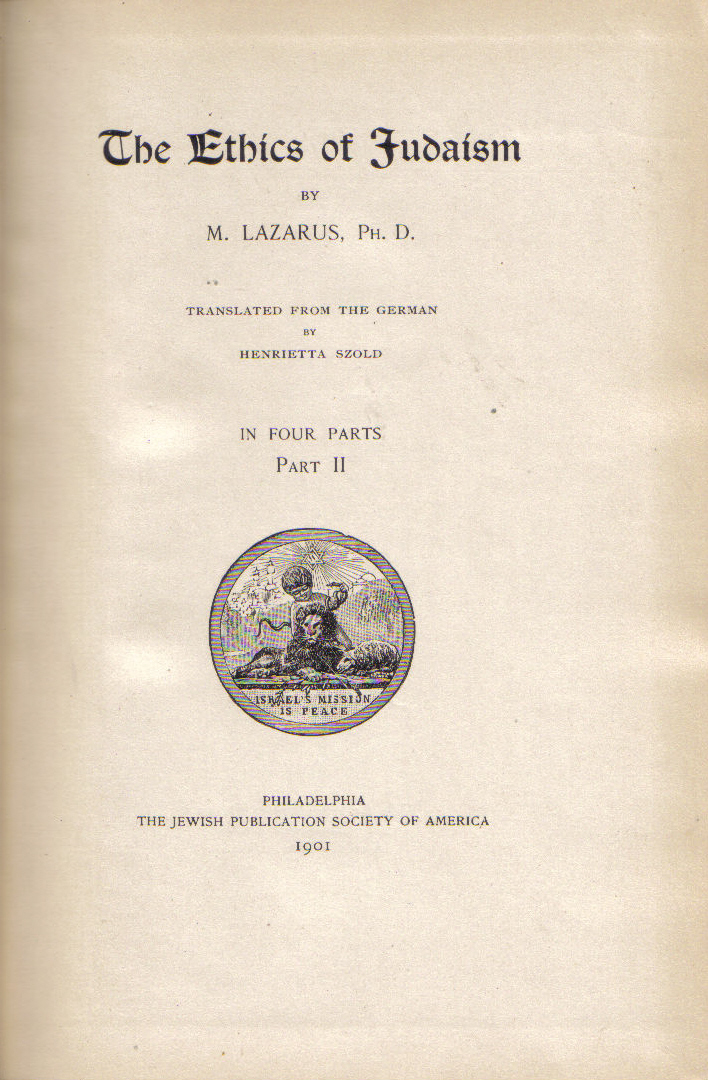
The Ethics of Judaism, Moritz Lazarus (1900)

L'éthique juive, ou moussar,, ou musar,, trouve son origine dans la Torah et les commentaires juifs traditionnels et religieux. D'éthique normative, elle peut impliquer des questions de droit juif ainsi que des questions non juridiques et peut impliquer la convergence du judaïsme et de la tradition philosophique occidentale de l'éthique en général.
Le plus souvent, elle tend à décrire les qualités ou les vertus (middot) du Juif à chaque moment précis de la vie religieuse et dans la vie de tous les jours. En ce qui concerne le comportement, il existe de nombreux textes, tels que ceux de Bahya ibn Paquda, de Moché Haïm Luzzatto, de Maïmonide lui-même, de Saadia Gaon et d'autres. Il existe également des textes sur l'éthique et la Kabbale, par exemple Le Palmier de Deborah et d'autres.

## Histoire
Le moussar (éthique juive) est déjà présent dans les sources juives traditionnelles de la Bible hébraïque (Tanakh) ; se développant dès la fin de l'Antiquité avec la Torah orale (à travers le Midrash et la Mishna puis dans les Talmuds), il prend une plus grande importance au Moyen Âge, à partir du Xe siècle (à travers les responsa et divers ouvrages de littérature rabbinique), et à notre époque, avec l’établissement du mouvement du Moussar, fondé en Lituanie au XIXe siècle par Israël de Salant,,,.

## Thèmes majeurs

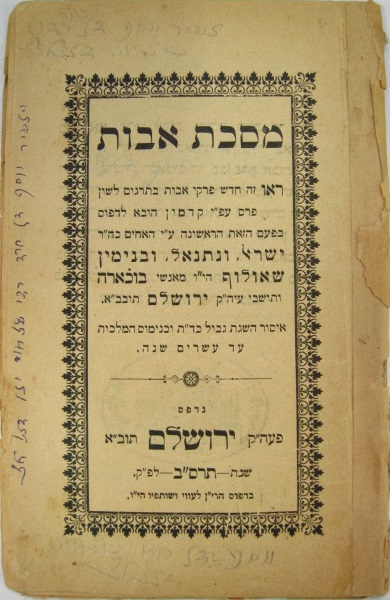
Page de titre du Pirkei Avot (hébreu : אבות « pères » ou « principes »), ancien texte hébreu d'éthique et d'apophtegmes de la Mishna.

Les écrits attribués aux prophètes bibliques exhortent tout le monde à mener une vie « juste ». La bonté aimante envers les nécessiteux, la bienveillance, la foi, la compassion, pour ceux qui souffrent, une disposition pacifique et un esprit vraiment humble et contrit sont les vertus que de nombreux prophètes réclament pour l'émulation, bien que Samuel et Moïse aient été des exceptions. La Torah commande à plusieurs reprises aux prophètes de protéger la veuve, l'orphelin et l'étranger.
La loyauté civique, même envers un dirigeant étranger, est encouragée comme un devoir (Jérémie 29:7). En fait, « Apprendre à faire le bien » est la note clé de l'appel prophétique (Isaïe 1:17). Les prophètes aspirent ainsi à une ère de paix et de justice où la guerre ne sera plus (ibid. 2:2 et suiv.) à travers la venue du Messie.

## Médecine et bioéthique
L'éthique médicale juive est l'un des domaines les plus importants de l'éthique juive moderne. Commencé principalement en tant qu'« éthique appliquée » basée sur la Halakha, elle s'est plus récemment étendue à la bioéthique, mêlant les questions de biologie, de science, de médecine et d'éthique, de philosophie et de théologie.
Les bioéthiciens juifs sont généralement des rabbins formés en sciences médicales et en philosophie, mais ils peuvent aussi être des experts en médecine et en éthique qui ont reçu une formation sérieuse sur les textes juifs. Le but de l'éthique médicale et de la bioéthique juives est d'utiliser la Loi et la tradition juives et la pensée éthique juive pour déterminer quelles thérapies médicales ou innovations technologiques ou biotechnologiques sont morales, quand certains remèdes peuvent ou non être utilisés.

## Clémence et rigueur, inclusion et participation
« 613 commandements ont été dits à Moïse au Sinaï. Quel est le support scripturaire pour cela ? Moïse nous a commandé la Torah. "Mais la Torah en Guématrie n'est que 611 !" Et ils répondirent : 1- "Je suis l'Éternel" et 2- "tu n'auras pas"... (613 Commandements) [Ça] nous les avons entendus de la bouche du Tout-Puissant (Dieu)" Cependant, parmi les croyances contenues dans la Torah, certaines sont les pierres angulaires et les fondements de la totalité des commandements et d'autres ne le sont pas »

— Hasdaï Crescas
Dans la tradition juive, les Dix Commandements contiennent le sens de toutes les mitzvot de la Torah ; en particulier les deux premiers étaient écoutés de manière différente par tout le peuple juif alors que les autres étaient transmis directement par « Moshé Rabbeinu » avec toute la Torah orale et la Torah écrite.
Le premier commandement du Dix a précisément cette valeur : vivre une vraie vie avec vérité et conscience : c'est-à-dire se reconnaître dans la foi en Dieu, le Créateur du Monde ; comme Il est le Maître et le Créateur du Monde, le dévot religieux reconnaît le Royaume divin et en fait donc partie intégrante.
Le jugement divin aussi, comme encore les deux versions des Treize attributs de Dieu décrits dans le Pentateuque, peut être de Justice Miséricordieuse, par exemple pendant Yom Kippour et dans la période précédente, depuis Rosh Hachana.[pas clair]
Ainsi, en tant que jugement normal favorable et indulgent dans la loi « normalement » considérée, le jugement divin permet à la personne jugée de continuer une vie familiale, sociale et professionnelle sans punition comme innocent ; l'individu qui est jugé avec la Justice divine et s'il est digne de cela, peut être dans la vie du monde avec joie, bénédiction et succès. Selon la Torah, le mérite et le châtiment divin permettent ou non d'être jugé ou de faire partie du Sefer Hayim (le Livre de la vie), une sorte de « Livre » dans lequel sa mémoire est certainement aimée et favorisée devant Dieu tant spirituellement que matériellement, c'est-à-dire avec richesse et bien. Les érudits kahakhamim expliquent que cela est dû à l'accomplissement des mitzvot et des Gemilut Hasadim, facteurs indispensables à la vie religieuse juive pour en faire partie intégrante et également en tirer plaisir.

### Le lait et la viande
La Torah interdit par trois fois (Ex 23:19, ibid. 34:26 et Dt 14:21) la cuisson de viande avec du lait : « Tu ne feras pas cuire un chevreau dans le lait de sa mère ». Les rabbins ont interprété ce verset comme l’interdiction de cuire, consommer et tirer profit de tels mélanges.
L'interprétation littérale ou simple dite peshat (Pardes) de la règle interdisant l'usage conjoint du lait et de la viande met l'accent sur la contradiction présente dans le cas où le lait, « élément de vie » pour entretenir le chevreau serait une sorte de « sacrilège » associé à l'utilisation avec la viande qui, à des fins alimentaires, fait partie d'un animal qui ne vit plus . Ici donc, la vie du lait (ou laitage) et, par exemple, un morceau de viande, serait en même temps un paradoxe insoluble surtout et encore plus si la viande venait du chevreau cuisiné avec le lait de sa mère, lait qui lui était destiné, comme nourriture « aimante », quoique dans le cadre de la faune, mais kasher.
L'extension du précepte, dans ce cas appelé khok (pluriel khukkim), à l'interdiction d'utiliser, par exemple, également de la viande de volaille kasher et du lait (laitage) ensemble, est due à une large prise de conscience et manifeste la nature de son élément fondamental pour la cuisine : précisément la viande, bien qu'il s'agisse de poulet, le précepte découle à l'origine de l'interdiction du « chevreau dans le lait de sa mère ».
L'interprétation ésotérique dite sod (le secret), au contraire, considère le lait et la viande comme deux catégories de nature similaire : le lait représente alors la « miséricorde » tandis que la viande représente la « justice » : dans la Kabbale, ces deux Sefirot, pourtant avec les autres, doivent être vécues d'une manière équilibrée, sans dépasser ni du côté de l'indulgence ni du côté de la rigueur excessive.

### Les œufs ou poussins
Très similaires sont à la fois le cas de l'interdiction de prendre des œufs ou des poussins à la mère oiseau. En fait, il est écrit qu'il faut d'abord éloigner la mère de son nid, et le cas plus narratif de Joseph (Yossef) qui révèle à son père Jacob certains faits de transgression de ses frères, avec référence à la viande casher.
Dans la règle de la halakhah sur la mère et ses œufs, le sens est enfermé dans l'exégèse ésotérique (sod) de la Kabbale des Sefirot, tandis que le sens littéral (peshat) est évident, par compassion envers les animaux et la mère volatile elle-même pour les petits dont elle s'occupe continuellement surtout au début de leur vie. Le cas de Joseph est plus complexe car il semble que les frères se nourrissaient du veau encore vivant, évidemment avec abattage rituel pour le rendre casher (c'est en effet une situation controversée et très rare sinon interdite),.

## Halakhahet compassion

### Généralités
« Ainsi : j'accepte sur moi le précepte positif Aime ton prochain comme toi-même et j'aime chacun des "Bnei Israël" avec mon âme et ma force »

Une Halakhah interdit de détruire les arbres fruitiers, ceci comme un modèle de miséricorde divine et de respect de la Nature  et de la Création.

« La compassion est déversée sur tous ceux qui ont de la compassion pour la création de Dieu »

— Talmud, Shabbat 151b

« La compassion est déversée sur tous ceux qui ont de la compassion pour les créatures de Dieu »

— Rebbe Nahman de Breslev, Likutey Moharan I, 119
La compassion, envers les créatures de Dieu et envers son œuvre est encore un exemple de l'éthique juive, généralement basée sur la miséricorde, la justice et le jugement.
Il existe de nombreux exemples dans l'histoire du peuple juif en matière de « bonnes actions » (Gemilut Hasadim) et celles-ci s'accomplissent aussi avec l'étude de la Torah et avec la prière : « le service divin » ou l'Avodah leShem Shammaim, rend le Juif pieux constamment conscient de « la mission religieuse » qui lui appartient intrinsèquement à toutes ses actions et inhérente à toute son existence, c'est-à-dire aussi à travers la pensée, la parole et la pratique (Rabbi Shneur Zalman de Liadi, Tanya).

### La Nature
Le respect de la Création est établi dans la Bible hébraïque, la Torah, dès le premier livre de la Genèse du Pentateuque avec l'avertissement de Dieu selon lequel l'homme aurait dû initialement s'occuper du « Jardin », le Gan Eden.
Le maintien de l'œuvre divine de la Création est un devoir religieux et éthique dans le judaïsme. En effet, aussi dans le Pentateuque, les greffes entre différentes espèces et les hybridations entre animaux sont interdites, avec des particularités spécifiques (les relations interdites dans le judaïsme).
Selon la Kabbale, Dieu a créé le monde avec la Torah, ainsi que les êtres humains et les créatures vivantes ; ce n’est pas un hasard si les lettres de l’alphabet hébreu sont à la base de leurs détails[pas clair] mais aussi de leur intégralité et de leur complexité. L'hébreu est considéré comme « la langue sainte » précisément parce qu'il reflète la sagesse divine de Dieu, donc comprendre la signification ésotérique des lettres hébraïques peut permettre de la corréler avec les modalités du Monde et de ses créatures.
Prendre soin de la Création, outre sa protection et son utilisation, devient un devoir religieux au titre de l'étude de la Torah.

### Hospitalité dans le judaïsme
« Celui qui a faim, viens manger »

— Haggada, Pessa’h
L’hospitalité est un aspect fondamental de la religion juive et appartient à l'une des formes de la Sefirah Hessed : le patriarche Abraham l'a déjà pleinement réalisé pour répandre la foi en un Dieu unique. La Hassidout prend aussi « le métier des anciennes tavernes »[C'est-à-dire ?] comme exemple d’hospitalité, au point d’affirmer que le gain économique de cette activité est totalement investi en lui-même, c’est-à-dire avec une faible marge bénéficiaire, presque inexistante.
De nos jours, le Shabbat et les célébrations dans le judaïsme sont des occasions et des opportunités d'être hospitalier envers les coreligionnaires et autres. Aussi, les conversions religieuses elles-mêmes, le Ghiur, sont-elles gérées dans une perspective d'accueil. La Torah du Pentateuque stipule en effet d'être vigilant quant au respect dû à « l'étranger », à tel point que dans l'Antiquité, le Temple de Jérusalem lui-même entretenait une section sacrée précisément pour les étrangers, c'est-à-dire dans ce cas pour les Gherim.

### Fuir le mal et poursuivre le bien
« Une personne doit connaître le trait de l'ego, mais ne pas l'avoir - connaître le trait de la colère, mais ne pas l'être - de même maniére avec tous les traits de caractère - parce qu'une personne doit être complète dans tous les traits de caractère que Dieu a - et nous savons qu'avec Dieu, Il a à la fois le jugement (Emet, la vérité) et la compassion »

— Baal Shem Tov
Parmi les éléments du caractère dit Middot, trois positifs sont identifiés pour le bien, contrastés avec trois pour le mal : l'humilité et l'arrogance, l'extrême rigueur et la bonté, enfin l'altruisme et l'avarice. En effet, le Baal Shem Tov enseigne encore que tout comportement négatif évoqué ici pourrait correspondre à un aspect positif : être zélé dans le travail (Avodah) contraste ainsi avec l'arrogance, tandis que la force pour Dieu, par exemple dans la prière ou avec intention (Kavanah), contraste avec la dureté de caractère, par exemple dans la colère, alors l'avarice a son contraire, dans la bonté et la sainteté (Kedoucha) précisément dans les limites qu'on s'impose par rapport à un devoir qui exige de la prudence et la possibilité de ne pas l'accorder quand il y a le risque d'être impliqué dans le mal qui doit être évité et supprimé.
Dans la deuxième prière Hashkiveinu avec bénédiction, après le Shema d’Arvit, en plus de la demande de protection divine avec une bonne vie et la paix reconnaissant également le royaume divin, Dieu est prié de défendre et d'éliminer les « éléments négatifs » et aussi l'ennemi Satan, comme déjà dit dans le Livre des Psaumes : « ...pour qu'il ne soit ni devant nous ni derrière nous ».

## La Techouva et les vœux
« "Parce que l'Éternel réprimande celui qu'il aime." Car la réprimande n'est pas commune mais seulement chez celui qui aime, dont le cœur est angoissé par son mal et qui voit qu'il va sur un chemin qui n'est pas bon pour lui, il le réprimande. Et donc, évidemment, quand vous êtes réprimandé par le Saint, béni soit-Il, qui vous aime évidemment. "Et comme un père pour le fils qu'il aime." Il se réfère à l'instruction -musar-, que vous ne la rejetez pas, car ce n'est pas la manière d'instruire avec une punition... mais un père pour son fils. Et celui qu'il aime, s'il n'écoute pas sa réprimande, alors il le quitte pour aller comme il veut. Mais le père à son fils, s'il n'écoute pas sa réprimande, ne le quitte toujours pas, mais le réprimande avec une punition jusqu'à ce qu'il quitte le mauvais chemin. Et c'est à cause de son amour qui a grandi sur lui plus que tout. Ainsi, son cœur souffre de son mal et désire sa rectification et pour cette raison il lui ordonne avec punition de lui faire du bien. Et le signe que c'est par amour, c'est que plus tard, lorsqu'elle lui enlèvera la verge, elle voudra satisfaire sa volonté et lui dira des paroles réconfortantes pour l'apaiser. Et c'est à cela qu'il dit se réfère, que vous ne rejetez pas l'instruction - les punitions - parce que quand il vous instruit avec des punitions, vous êtes évidemment précieux pour lui en tant que fils. Et puis, comme un père avec son fils, il t'apaisera et fera que ta volonté soit faite »

Dans la religion juive, les vœux concernent l'abstention de certains aliments, en particulier du raisin et du vin comme dans le cas du Naziren[C'est-à-dire ?] ; maintenant, depuis que le Temple de Jérusalem a été détruit le 9 du mois hébraïque d'Av, les vœux ne sont plus effectifs. Le Juif qui commence la Techouva (repentance, retour) est dans la condition intérieure et spirituelle de se retenir de regarder ce qui est interdit, d'écouter le mal, etc.
Dans les Devoirs du Cœur, ce principe devient la « sauvegarde même de l'âme et du risque de tomber dans le péché ». De plus, la violence, par exemple, est elle-même considérée comme un péché grave, c'est pourquoi le simple regard aussi doit en être protégé ; en plus de cela, l'ouïe est mentionnée, afin d'éviter d'entendre des calomnies, des tons durs comme la Hassidout met également en garde contre les « chants disharmonieux qui pourraient confondre excessivement le juif pieux », enfin l'odorat et la nourriture ingérée, à cela les nombreuses règles de la casherout mais bien définies en détail, de manière à permettre de les respecter selon ses capacités et de manière complète . Il s'agit d'un enseignement présent non seulement dans le Shema, la « prière juive quotidienne », mais aussi dans presque tous les textes de l'éthique spirituelle juive, au-delà de la casherout dans le cas de la nourriture, et de la « vigilance » pour éviter le péché . Ainsi, le Juif se discipline pour éviter le péché du regard, par exemple à l'égard de la violence et des choses rudes, pour se protéger aussi des odeurs désagréables : il est connu dans la tradition juive que les bons parfums donnent un tel soulagement jusqu'à réveiller l'intelligence, en hébreu בינה (la Sefirah Binah).
Ainsi, tout le chemin de la téchouva est rempli de modalités intérieures, appelées précisément Musar or Middot (voir supra), afin de se préserver de tout type de péché, celui du regard, de la parole, comme le Lachon Hara (calomnies), ou de l'ouïe :

« Le secret de « parle » (saħ [סח]) est le « sage » [חכם], qui circoncit sa bouche, c’est-à-dire sa langue et ses lèvres et qui ne  les ouvrent que pour parler avec les othiyoth, comme il est écrit : « Afin que la Torah de Yhwh soit en ta bouche » (Exode 13:9). Il circoncit son oreille afin d’écouter la Torah de Yhwh et ne pas  détourner son oreille, car « Qui détourne son oreille pour ne pas  écouter la Torah, sa prière même est une abomination » (Proverbes  28 :9). Il circoncit son coeur pour comprendre les secrets du guilgoul des lettres et de leurs permutations, afin d’œuvrer pour Le No̐m, béni soit son Nom unique. Parlant toujours avec elles,  c’est un homme en union mystique avec Yhwh seul … C’est pourquoi, fils d’Adam, prends garde à toi. De peur d’oublier ta Torah que tu as fait tourner, afin de la garder dans ta néfésh individuelle. Permute-la et permute-la encore, jusqu’à ce que tu aies assuré dans ta main ce qui est digne de ton accomplissement et fait ce que je te commande de faire : « car c’est ta vie et la longueur de tes jours » (Deutéronome 30:20). À partir de là, tu reconnaîtras tout ce qui n’est pas digne d’un adepte. Ce dont il doit se passer. Alors, tes techniques seront couronnées de succès, puis ta Conscience croîtra. »

— Abraham Aboulafia
Le Juif qui accomplit la Techouva, le Ba'al Techouva, a donc d'abord une tâche envers lui-même dans le lien avec Dieu : se perfectionner dans la sollicitude du précepte et dans le zèle religieux ; ce n'est qu'ensuite qu'il pourra être une référence pour les autres, c'est-à-dire être comme un père pour lui-même et pour les autres, puisque Dieu lui-même l'exige. Alors, avoir vécu auparavant dans une existence semi-obscure permet de savoir encore mieux comment éviter toute sorte de péché par le principe du mérite et de la punition divine, notamment par la continence de soi, c'est-à-dire la limitation de l'instinct ou de ce qui peut susciter des doutes à cet égard . À la suite de la continence de soi, dont dérive véritablement le vœu religieux et qui est donc sa racine ontologique et théologique, le Ba'al Techouva pourra à nouveau être dans les voies de Dieu de manière constante, véridique et spontanée, comme dans le Talmud il est dit : « Maître de l'univers, j'ai imposé beaucoup de "restrictions" que vous m'avez dites... et j'ai toutes les réponses ».

### «Le principe-père de la spiritualité»
« Car l’âme subsiste en s’unissant à l’Intellect Suprême, tout comme les anges subsistent par lui. La transcendance de l’âme sur le corps annule les facultés du corps, comme nous l’avons mentionné une autre fois, jusqu’à ce que le corps, comme l’âme, puisse subsister sans nourriture ni boisson, comme Moïse subsista quarante jours sur la montagne. Si nous attribuons cela à un miracle, Élie le réfute – son corps n’a pas été rejeté ni séparé de l’âme, mais il vit toujours et continuera à vivre pour toujours. Tel était également le cas d’Hénoch, selon le midrash de nos rabbins. Ils ont également dit : « Tout ce que Dieu fait sera pour toujours » (Eccl 3, 14) – R. Simon dit : Sur la base de ce verset, l’homme était apte à subsister et à vivre pour toujours. Pourquoi a-t-il été puni de mort ? « Dieu le fait pour que les hommes Le craignent » (ibid.). « Ce qui était encore est » (Eccl 3, 15) – R. Yudan et Rabbi Néhémie. L’un d’eux dit : « Si quelqu’un te demandait : Est-il possible que si Adam n’avait pas péché, il aurait vécu et existé pour toujours ? » dis-lui qu’Élie n’a pas péché et qu’il vit et existe pour toujours. » Voyez comment ils expliquent que la volonté de Dieu dans ses créations les soutient pour toujours, et ils en apportent la preuve par Élie »

— Shaar ha-Gamul, Nahmanide
Dans la religion juive, l'âme et le corps sont donc éternellement scellés pour la vie, avec certainement une priorité de l'âme sur le corps. Alors que le corps sans esprit reste « poussière », l'âme est véritablement éternelle... donc l'âme est la vie même du corps et constitue parfois son élévation à la sainteté juive : « c'est pourquoi, « le jour où tu en mangeras, tu mourras certainement » (Gen 2, 17), car alors tu seras mortel…» 

## Lahassidoutet la Joie
La Torah établit que le jugement divin affecte chaque action et son intention, qu'elle soit potentielle ou déjà réalisée.
Dans la religion juive, la vie quotidienne est généralement marquée par différentes phases dans lesquelles le souci du devoir religieux est contrebalancé par sa satisfaction spirituelle, manifestée dans la joie ; par exemple, le succès normalement compris apporte le contentement, une plus grande lucidité comme effet de la motivation à continuer à agir de manière constante avec des objectifs propres à soi et à la communauté : le mérite pour la mitsva conduit par conséquent à joie et bénédiction, en plus de l'amour pour la Torah dans son accomplissement et dans sa sagesse.

« Pleurer est très négatif, il faut servir Dieu avec joie, à moins que les pleurs ne soient dus à la joie qui en fait est très positive - Puis j’ai entendu de lui cette explication merveilleuse : la présence de souffrance et de tribulations dans ce monde s’explique par sa création à travers un attribut de jugement strict, c’est-à-dire par une restriction de lumière appelée tsimtsoum. Ainsi, ces épreuves agissent tel un corps pour l’âme et la vie spirituelle qu’elles contiennent, limitant l’expression de cette lumière à l’instar de la manière dont le corps limite l’âme. En acceptant cette souffrance avec l’énergie spirituelle de l’amour et de la joie, vous rapprochez, liez et unifiez le corps à l’âme, c’est-à-dire l’affliction physique à cette spiritualité intérieure, et de cette manière, l’épreuve disparaît. D’un autre côté, si, à Dieu ne plaise, vous faites le contraire, vous éloignez le corps de cette énergie spirituelle, causant une restriction encore plus grande. »

— Baal Shem Tov
Par exemple, le Rabbi Nahman de Breslav a commencé à répandre la théorie selon laquelle, en plus des soins médicaux qu'il pratiquait lui-même, chaque maladie doit d'abord être affrontée aussi dans son acuité à la fois dans le douleur et dans son acceptation comme telle : cette maladie elle-même peut être « vaincue » précisément avec joie. Cela a commencé à être admissible également dans le domaine scientifique à l'ère moderne et en particulier seulement dans les dernières décennies des années 2000 de manière unilatérale et presque unanime[réf. souhaitée].
Ainsi, la joie est la cause même de la foi dans ses modalités pragmatiques (l'étude de la Torah est l'expression maximale) et elle est elle-même l'effet pendant et après l'accomplissement de toutes les mitsvot de la Torah, tant recherchées avec ténacité pour les réaliser, que présents aussi et facilement accessibles pour des événements propices à leur réalisation.

## Convergences avec la philosophie moderne
Des philosophes juifs modernes ont adopté un éventail d'approches éthiques, en s'appuyant à des degrés divers sur des sources juives traditionnelles. Notamment, l'Allemand Hermann Cohen est l'auteur de la religion de la raison dans la tradition de l'éthique kantienne. L'Autrichien Martin Buber a écrit sur divers sujets éthiques et sociaux, y compris l'éthique dialogique de son célèbre ouvrage Je et Tu (1923). L'Allemand Hans Jonas, un élève de Martin Heidegger, s'appuie sur la phénoménologie dans ses écrits sur la bioéthique, la technologie et la responsabilité. Le Lituanien Emmanuel Levinas, pour sa part, a cherché à distinguer ses écrits philosophiques et juifs ; cependant, certains érudits construisent l'éthique juive autour de son approche innovante et profondément juive.